# 楠梓路
楠梓路（Nanzih Rd.）為北高雄市的南北向重要道路，連結橋頭區與楠梓區。北起橋頭區縱貫鐵路平交道口接橋南路、經武路。途中於土庫一路口進入楠梓區，右轉接楠梓新路可往楠梓車站、楠梓市區及高楠公路，左轉旗楠路可通往國道一號楠梓交流道北端、燕巢、旗山及屏東縣里港鄉，南止於建楠路、興楠路口。其中旗楠路至接建楠路之路段屬市道183號，右轉建楠路接續鳳楠路往南經國道一號楠梓交流道南端可通至仁武、鳥松及鳳山區。

## 行經行政區域
- 橋頭區
- 楠梓區

## 沿線設施
（由北至南）
- 台糖高雄花卉農園中心（橋頭區創新路93號 ）
  - 台糖高雄精隼漆彈場
  - 台糖高雄賽車場
- 7-Eleven新創門市（創新路1號）
- 高雄市政府消防局楠梓分隊
- 德民新橋
- 高雄市楠梓區楠梓國中
- 高雄市楠梓區楠梓國小 （页面存档备份，存于）
- 臺灣銀行楠梓分行
- 楠梓區衛生所
- 臺灣菸酒公司楠梓營業所
- 高雄市政府警察局楠梓分局楠梓派出所（旗楠路25號）
- 旗楠路

- 高雄市政府環境保護局楠梓區清潔隊（楠梓路146號）
- 台灣基督長老教會高雄中會楠梓教會暨附設仁愛托兒所（楠梓路135號）
- 高雄市第三信用合作社楠梓分社
- 高雄市農會楠梓辦事處
- 陽信銀行楠梓分行

## 公車資訊
- 港都客運
  - 6 左營南站－萬金路
  - 29 左營南站－捷運都會公園站－楠梓區公所
- 高雄客運
  - 97 捷運都會公園站－樹德科技大學－高雄師範大學燕巢校區
- 義大客運
  - 8506 義大世界－捷運岡山車站

## 公共自行車
- 高雄市公共自行車租賃系統：
  - 楠梓國中：楠梓路/土庫一路(東南側)
  - 楠梓國小：楠梓路262號(前人行道)
  - 楠梓路1巷楠梓路口：楠梓路3號(西南側)